# 中国东方航空5735号班机空难

5735号班机飞行路线

中国东方航空5735号班机是一趟由昆明长水机场飞往广州白云机场的中國大陸國內線客運航班，北京时间2022年3月21日，一架執飛該航班的波音737-800型客机（註冊编号：B-1791）在巡航途中突然快速下降並失联，最終在14时23分墜毀于广西壮族自治区梧州市藤县埌南镇莫埌村的一处山林，造成123名乘客和9名机组人员全數遇難，而這宗空難被中華人民共和國政府命名為「『3·21』东航MU5735航空器飞行事故」。
多方援引美媒消息人士报道，得知客机可能是飞行员蓄意操纵坠毁。客机的两部飞行记录仪（俗称黑匣子）均已寻获。事發一週年，民航局例行通報時表示事故「非常複雜、極為罕見」。第二週年依法通報確認飛機在事故前運行正常，以及機組健康與資質考試合格。但事發三週年，中華人民共和國官方失事调查报告未根据国际公约和国内法规的要求及时更新。同年6月，网传一份盖有中国民航局综合司公章的《政府信息公开申请答复书》，称调查进展情况「公開後可能危及國家安全、社會穩定」，根据有关条例决定不予公開。
这是中国大陆死亡人数第三的航空事故（前二为1994年中國西北航空2303號班機空難和1992年中国南方航空3943号班机空难），中国东方航空死亡人数最多的航空事故，亦是2022年死亡人数最多的航空事故。此次事故终结了中国大陆自伊春空难11年多来首次超过1亿小时的世界最长民航持续安全飞行时长记录。

## 航班情况
涉事飞机型号为波音737-89P (WL)，注册编号为B-1791（制造商序列号 41474/5453）。该机2015年在美国华盛顿州的波音伦顿工厂制造完成，同年6月5日首飞；原始所有者为日本山佐有限公司，后于2015年6月22日由前者租予东方航空云南公司。该机配置了2台由CFM国际制造的 CFM56-7B26E 型涡轮风扇发动机，并于机身上喷涂了云南孔雀涂装。飞机设有12个商務舱座位及150个经济舱座位，共可搭载162位乘客。截至事故发生时，涉事飞机的机龄为6年10个月，共飞行8,986架次，总计18,239小时。
该航班原定由保山云瑞机场经昆明长水国际机场飞往广州白云国际机场，但由于保山疫情防控政策，3月所有涉及保山的交通工具临时停运，因此事发当天仅有昆明长水—广州白云航段。而事故客机B-1791于3月21日当天事发前已执行上午时段昆明飞重庆（江北国际机场）的MU5863和重庆飞昆明的MU5864航班，失事的MU5735为其执飞的第三班航班；此外，按原计划飞机抵达广州后，将执行MU5736航班返回昆明，事发后该航班已取消。
東航雲南有限公司董事長孫世英在此次空難的第二場新聞發佈會上稱，涉事飞机此前一直严格按照维修技术方案实施维修，起飞前符合维修放行标准和适航要求，正常放行。

## 事故经过
2022年3月21日13时16分（原定起飛時間為13時10分），飞机从昆明长水国际机场起飞，执行5735号航班，预计于当天14时52分至15时05分到达广州白云国际机场（原定到达时间為15时05分，总飞行时间约1小时55分钟）。
事发航班起飞后，一直保持在约8,869米（29,100英尺）的高度巡航，并于14時17分由南寧飛行管制區进入廣州飛行管制區（两者同属于广州飞行情报区）。14时20分，當航班巡航至接近其航線的下降頂點的位置時（距離廣州約130英里），飞机突然开始急降，飞行速度同时开始下降。广州白云机场塔台的管制员发现異常后嘗试呼叫5735机组无果后，附近多个航班（包括海南航空7152号、中国南方航空3764号）机组以及珠海金湾机场塔台负责进近频率（120.35MHz）的管制员随即多次呼叫5735号航班机组。最后一次呼叫由上海航空9256号航班机组在121.5MHz执行。均未收到任何回覆。飞机在14时23分丢失信号，在梧州市上空与外界失去联絡。
Flightradar24、Flightaware和飞常准网站收集的原始ADS-B數據顯示，航班於14时20分（UTC时间6时20分）開始快速下降至約2,200米（约7,400英尺）處，下降率最高達到32,000英呎/分鐘以上，隨後一度恢復爬升至约2,800米（约9,200英尺）處，然後又下墜， 並于14时22分35秒（UTC时间6时22分35秒）最后一次传回数据，显示高度为983米（约3,200英尺），时速376节 （约696.352千米/小时）。

北辰矿业有限公司拍下的监控画面，距离飞机坠毁事发点大概只有一公里左右

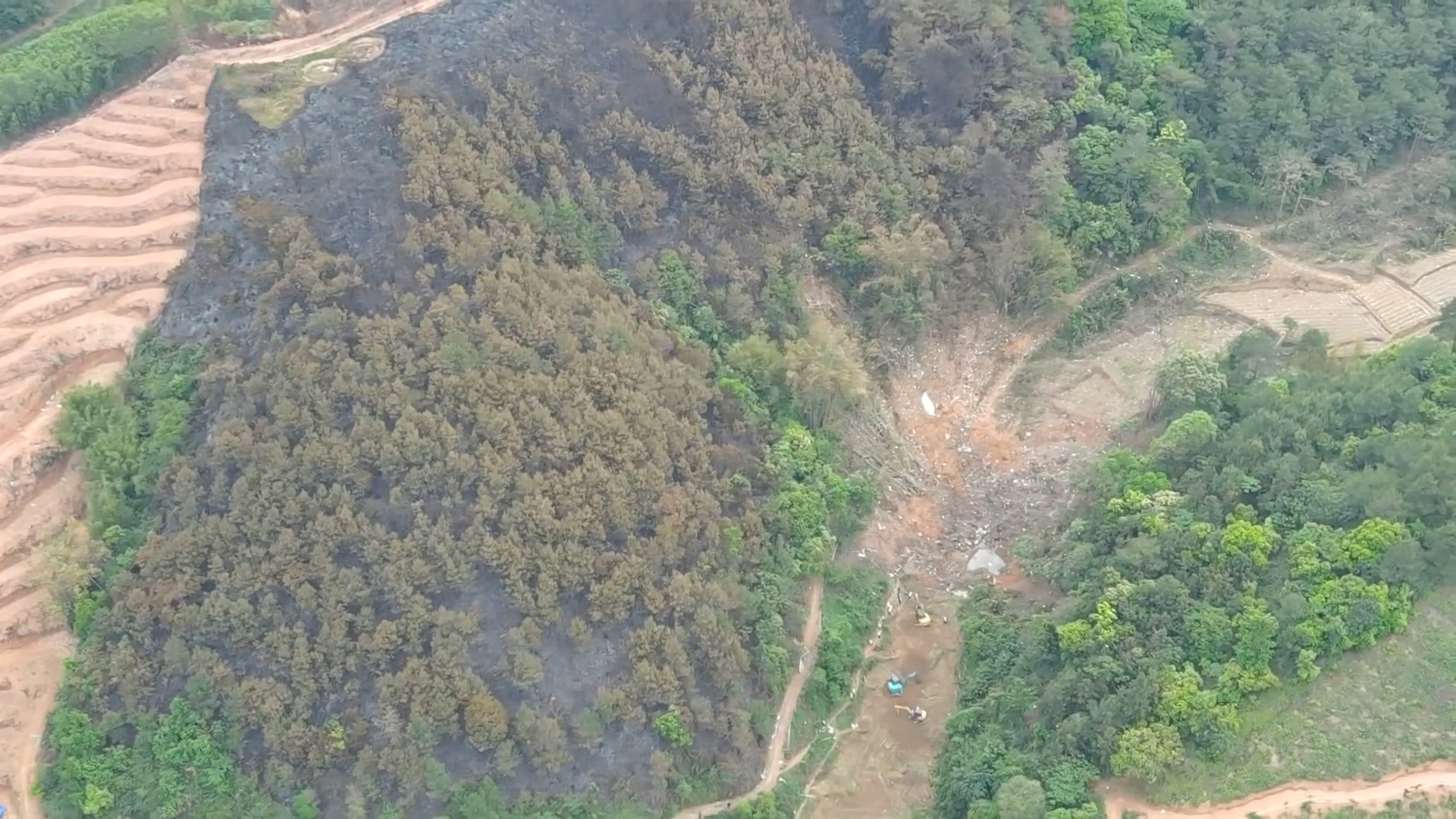
MU5735坠毁现场，画面左侧为山火留下的痕迹

2022年3月21日14时23分（UTC时间6时23分），航班坠毁于广西梧州市藤县埌南镇莫埌村大唐口组山间，主撞击点为北纬23°19′25.52″，东经111°06′44.30″，飞机大部分残骸集中在主要撞击点周围半径30米左右的核心区域内，深度从地表向下延伸至20米左右。坠机事故引发山火，周遭竹林、树木都被烧毀。临近事故现场的北辰矿业有限公司的监控拍下客机坠落瞬间画面，这段仅数秒长的视频显示，飞机失事之际机头近乎直线向下快速坠向山林中。部分员工亦在矿区听到爆炸声。有目击者称飞机垂直坠落，坠落过程中没有冒烟。有参与现场救援的村干部表示，发生事故的飞机已经完全解体。也有赶到现场的村民表示，事发后周边树木上掛著破碎的衣服。

### 搜救过程
事故发生后，中国民航局、应急管理部等有关部门派出工作组赴现场指导处置，并调派广西、广东两地大批消防、武警以及南部战区等救援力量赴现场参与救援。同时，广西卫健委、梧州市卫健委派出专家组与医护人员携同救护设备前往事故现场组织紧急医学救援，广西各地的心理专家亦陆续往现场。
客机坠毁引发的森林火灾于21日17时许被扑灭，惟事故现场仍传出浓重的航空燃油气味。救援行动进行的同时，警方对封锁现场进行了安全管控，一度有志愿者和记者被拒绝进入，当局直至23日下午准许家属进入现场进行拜祭。
自21日17时起，廣西氣象部門进入气象保障服务特别工作状态，持续为救援行动进行气象监测。当地自22日凌晨起连日下雨，事故现场出现积水，道路难行，并存在小规模山体滑坡和塌方的风险，导致搜救困难，搜救行动亦一度暂停。
据当局通报，截至3月27日，搜救隊伍已寻获飞机的两部“黑匣子”，并送往北京的民航专业机构进行译码分析。搜救人员也发现了失事飞机的部分残骸、部分遇难者的遗体残骸，以及散落、烧坏的身份证件和钱包等物品，并已移交调查工作组。
3月31日，中国民航局综合司司长刘鲁颂表示，“3·21”东航MU5735航空器飞行事故国家应急处置指挥部的主要搜救任务已经基本完成，共搜集到飞机残骸及碎片4万多件。

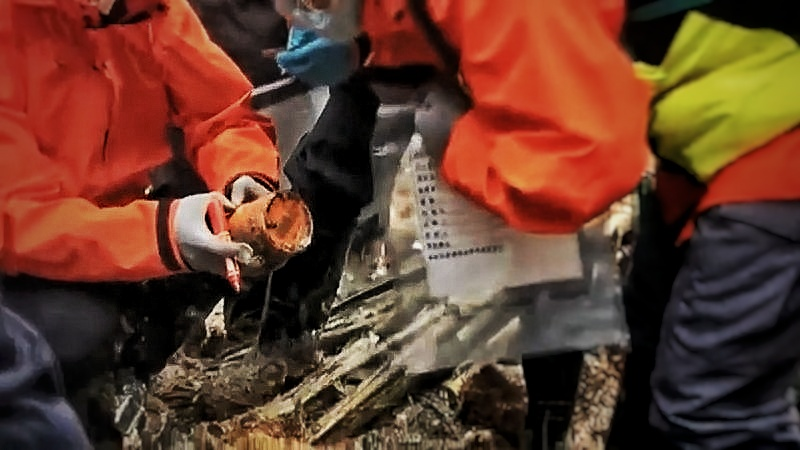
23日，搜救队伍寻获第一部黑匣子（驾驶舱语音通话记录器）
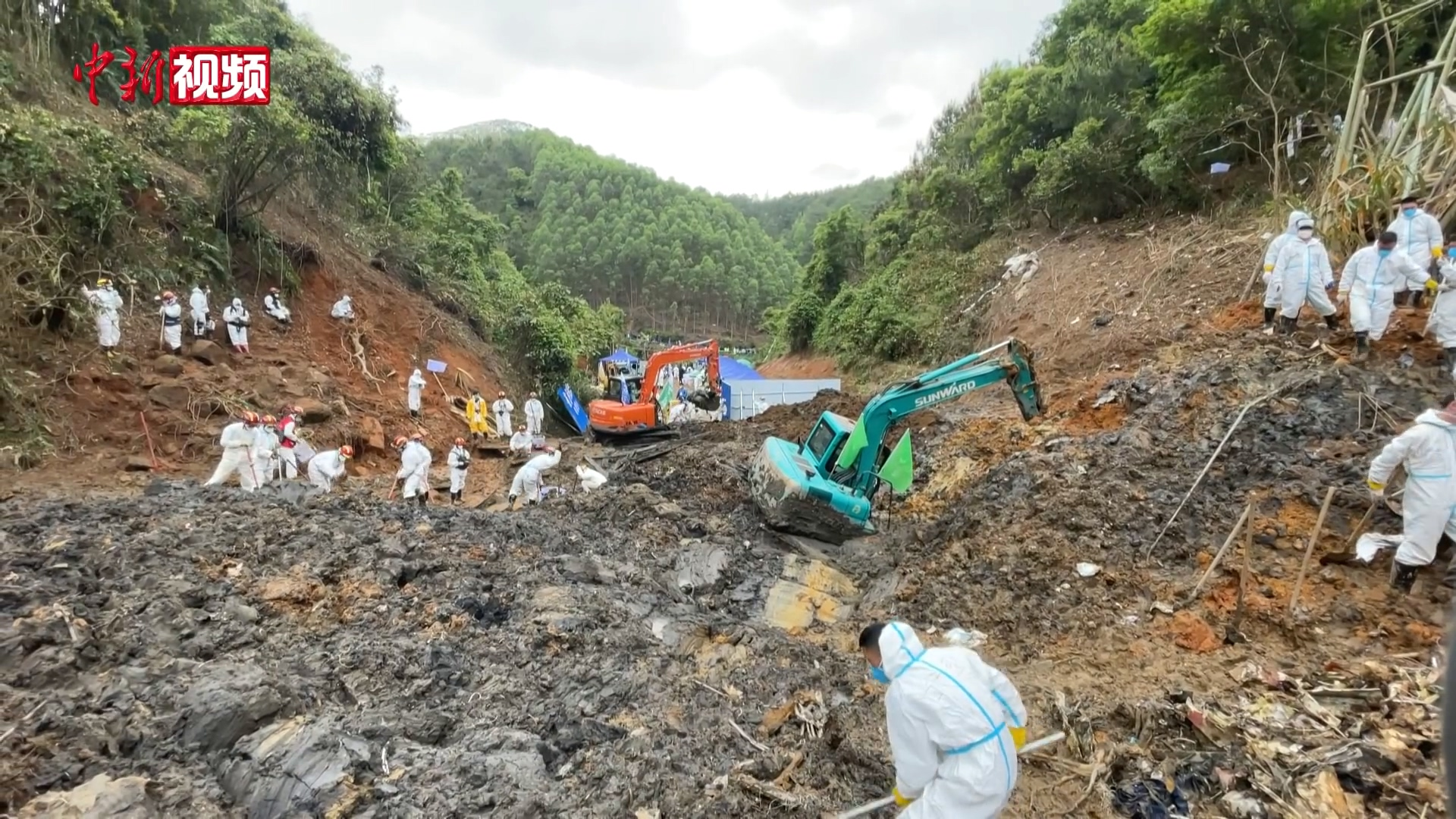
25日，搜救搜索现场
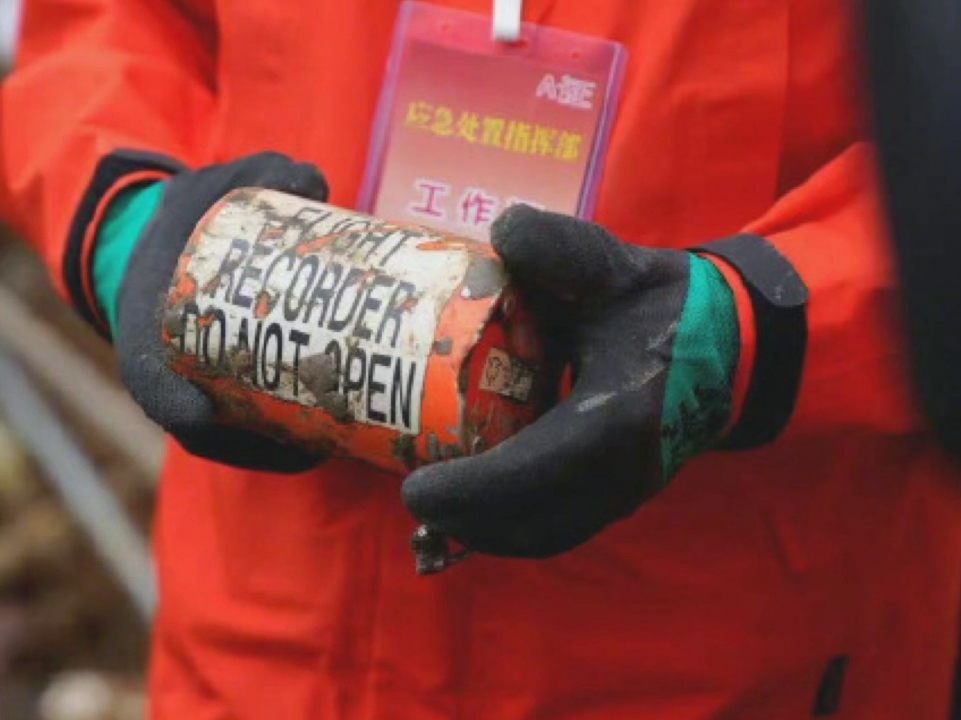
27日，寻获第二部黑匣子（飞行数据记录器）
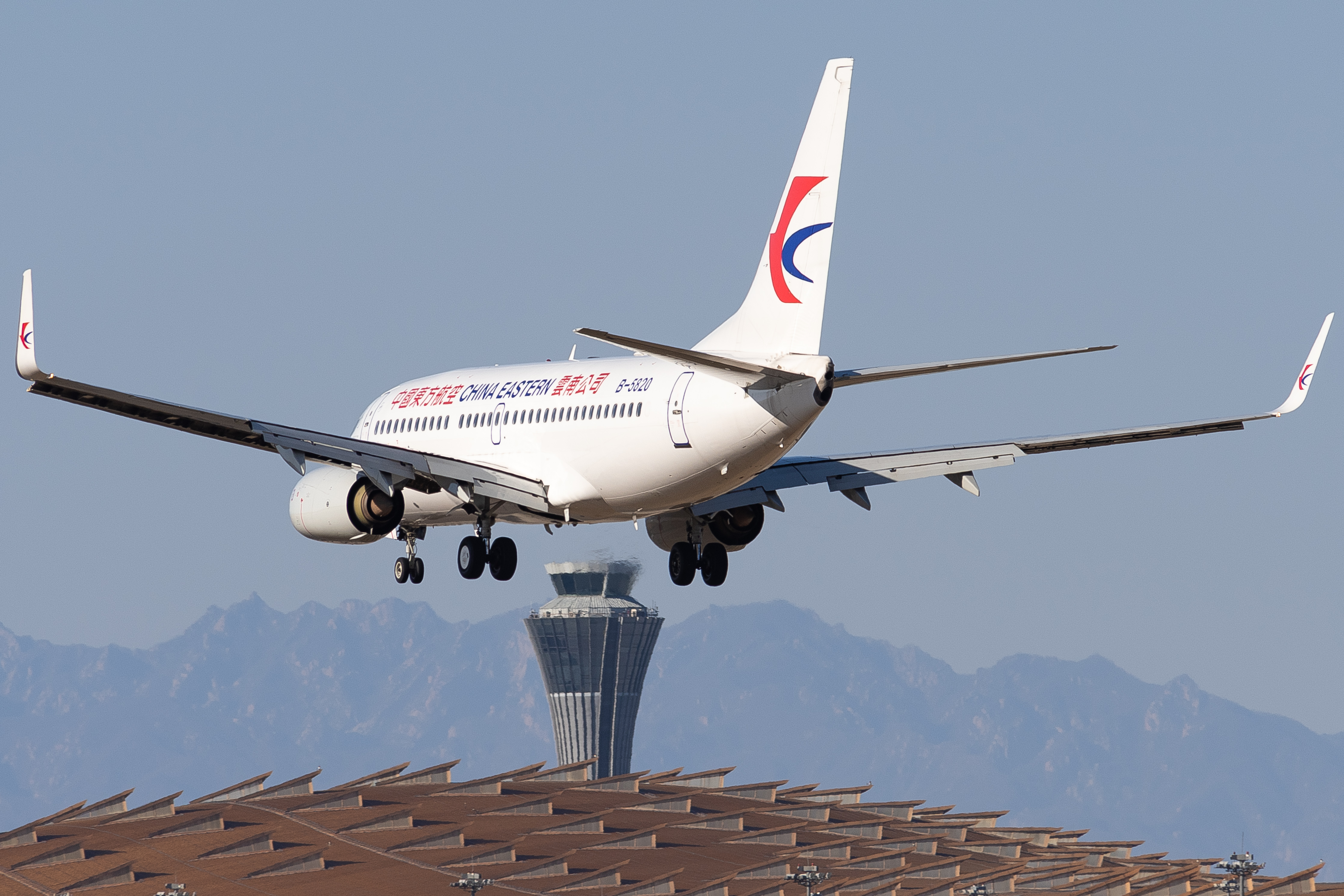
3月27日，载有失事飞机飞行数据记录器的东航MU9005次航班从梧州飞抵北京首都国际机场

## 伤亡情况
涉事航班共载有乘客123人、機組人員9人，均為中華人民共和國公民，涉及中國大陸17个省的74户家庭。国家应急处置指挥部于26日晚间举行新闻发布会，确认航班上132人全部遇难。救援人员在此之前已發現部分遇難者的遗體殘骸。截至3月28日，机上132名遇难者DNA比对工作已经完成，遇难者身份已经全部确认。

### 乘客

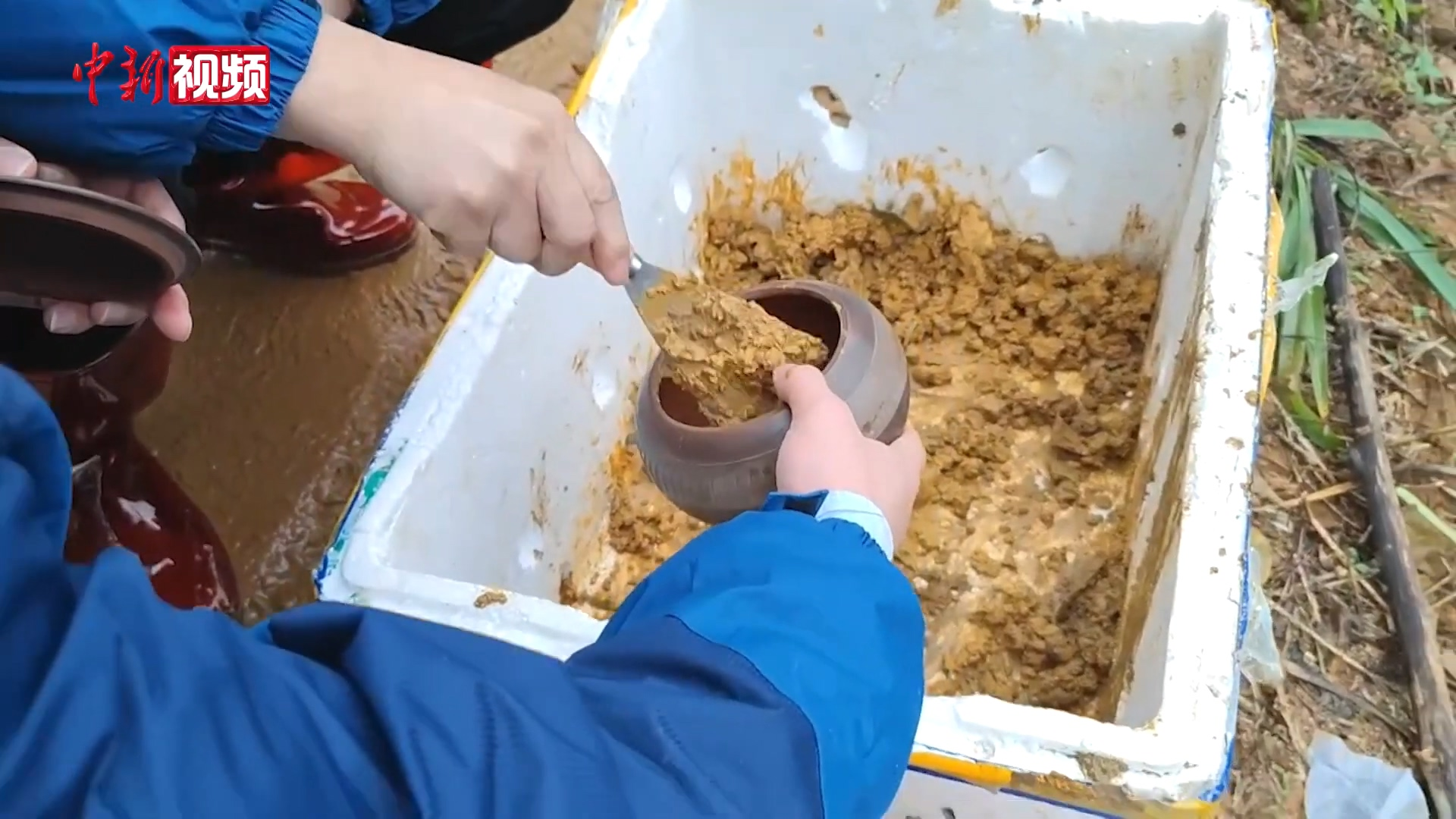
遇难者家属带走一罐现场泥土

涉事航班共搭载123名乘客（不含机组人员），经证实另有至少2人因变更旅程而未乘坐该航班。经媒体报道的乘客包括鼎龙文化的女财务总监、携带“平安扣”手抄笔记的珠宝行业直播人员、包含1岁半的婴儿在内的一家人等。

### 機組人員
该航班共有9名机组人员，其中飞行员3名（分别为机长、副驾驶、第二副驾驶）、乘务长1名、乘务员4名、安全员1名。据官方公告，經查三位飞行员的飞行执照和健康证都在有效期内，三人生前经济状况均良好，健康状况均良好，平时表现均良好，家庭情况也均比较和睦。
- 機長：杨鸿达，32岁，于2018年1月聘为波音737机型机长，飞行总经历时间6,709小时，《凤凰周刊》报导其父亲为东航飞行员。[90]
- 副驾驶：张正平，59岁，云南人。1980年通过原解放军第十四航空学校（现中国民用航空飞行学院）的选拔后，开始接受空军的严格训练，至1983年毕业，曾驾驶运-5、安-24飞机、波音737客机、波音767客机等，商业飞行总经历时间31,769小时，曾于2011年获民航局功勋飞行员奖章，本将于2022年退休[91]。张正平是中国最有经验的商业飞行员之一，并且曾在东方航空擔任教官，指导飞行员100余人；同航班机长杨鸿达即为其中一人。[90]
- 第二副驾驶[87][92]：倪龚涛，26歲，江苏省盐城市大丰区人，飞行总经历时间556小时。事发时正在机上以观察员身份执行培训任务[93][94]，於中国东方航空公司服务了大约3年[87]。

## 事故原因与调查
截至目前，坠毁事故原因仍在调查中。中华人民共和国国务院调查组目前对坠毁事故原因尚无清晰判断，认为事故情形比较罕见。梧州市气象局表示，在事故发生四小时前，曾发布强对流天气预警。另有官方通报指，飞机失事时，航路巡航高度上天气适航，无危险天气。
失事飞机制造国美國也做出了回应。3月21日，美国联邦航空管理局表示准备在接到请求时协助调查工作。同日，美国国家运输安全委员会宣布已任命一名高级航空安全调查员作为美国授权代表，负责参与调查事故。3月23日，运输部长皮特·布蒂吉格表示，中国已邀请美国国家运输安全委员会参与调查。3月29日，美国国家运输安全委员会（NTSB）表示中國政府已經對調查人員發放簽證，將很快啟程前往中國協助調查此次空難。（另见§ 美国）

### 原因推测
2022年5月17日，《华尔街日报》援引一位来自美国政府调查官员的消息称，根据对飞机记录仪数据的分析，飞机是被故意坠毁的。美国ABC新闻同日发表的新闻报道与《华尔街日报》的报道相符，美国政府调查官员称，飞机是被驾驶舱内的一名人员故意垂直俯冲的，并引用了飞行记录仪数据显示，起落架和襟翼在飞机下降过程中没有接合展开，这表明飞行员当时正试图紧急下降或着陆。这些报道并且还提到，在飞机下降前和下降过程中，驾驶舱没有向空中交通管制部门发出任何遇险或求救信号，空中交通管制部门和附近飞机试图与飞机联系时也没有任何回应。
事发当日，中国有航空專業人士（原文如此）在接受媒体访问时分析该机可能在接触地面前就已经解体，因为涉事飞机的ADS-B雷达数据显示，飞机在失联前下降率曾超过每分钟8,600英尺（2,600），該人士认为即使737客机的两个引擎全部同时失效，飞机也能通过滑翔飞行一段距离，不可能以这种速度下坠。3月21日，美国國家運輸安全委員會前调查员格雷格·费斯在Facebook上表示当时飞机的坠机姿态及速度类似勝安航空185號，并认为人为操纵坠毁会是调查方向之一。其他航空专家事故发生后亦指出人为操纵坠毁的可能性：美国國家運輸安全委員會前调查员John Goglia表示，飞机垂直坠落以及飞行员未以无线电呼救表明人为操纵为可能原因，并认为机械故障很难解释飞机的坠落轨迹；航空飞行安全专家John Cox表示，人为操纵坠毁完全有可能，但也表示，一些罕见机械故障或错误的飞行仪表读数也可能导致此次坠毁。
针对网络传言称“拨叉”（pickle fork）组件和压缩维修成本，东航宣传部部长刘晓东在3月24日举行的第四场发布会中回应，失事飞机不涉及“拨叉”组件的检修。此前由东航技术云南分公司进行的“拨叉”检修工作在波音公司的合作和授权下完成，且相应飞机已于2020年9月退出机队。此外，即便疫情导致航班量减少，东航的维修成本也没有降低，反而较往年有所增加，相关数据公开且有据可查。

### 调查难点
2022年3月29日，中国民用航空局航空安全办公室副主任李勇表示，航空器事故调查是一项非常复杂、系统的工作，需要从飞机适航维修、飞行运行、航空管制、天气环境等多方面开展深入全面分析，才能慢慢地抽丝剥茧，必要时还需要开展实验验证工作，所以需要一定的时间，国际上过往的重大飞行事故调查往往都需要两年以上。而此次事故的调查工作主要面临以下三大挑战：
1. 飞机从巡航高度突然下降，没有任何征兆，空中交通管制部门也未收到机组反馈的遇险信息或不正常信息；
2. 现场撞击非常猛烈，残骸非常琐碎、分布范围广，给通过残骸调查取证的工作带来很大困难；
3. 撞击地点位于山谷区，现场条件、地理环境比较恶劣，加上雨水浸泡导致现场地面非常泥泞，给调查员开展工作带来很多困难。

2022年3月22日，美国空难调查专家、国际民航组织飞行安全专家丹尼尔·阿杰库姆（Daniel Adjekum）接受《中国新闻周刊》采访时表示，本次搜救和调查工作面临诸多挑战，除地理和天气因素外，客机坠毁时引发的山火也可能烧毁部分重要的潜在证据，但“黑匣子”在大多数恶劣状况下可以耐受冲击和最终得以修复。他亦表示，国际上的空难调查专业流程大体一致，调查小组要在事发后30日内向国际民航组织提交初步报告，并在事故一周年前提交最终报告（如果无法完成，则在每个周年纪念日提交中期报告，直至完成最终报告）。在调查过程中，空难调查小组可能适时公开一些已确认的事实性信息以回应公众关切，但其工作目标不是急于使公众满意。

### 中国民航局调查
根据国际民航公约和中国民航局相关规定，航空器事故发生后30天内须向国际民航组织提交初步调查报告。中国政府已经按照相应规定向国际民航组织提交初步调查报告，并在2022年4月20日向社会公布了初步调查报告。
截至2022年3月26日，中国的理化实验室在送检的60余份现场检材中均未检出常见的炸药成分。航班失联前应答机没有挂出如7700（紧急情况）、7600（通信故障）、7500（劫机）等紧急代码。
涉事客机的两部飞行记录仪目前仍在分别由中国民航科学技术研究院以及美国国家运输安全委员会（NTSB）进行数据提取工作。
2022年4月20日下午，中国民航局公佈《关于“3·21”东航MU5735航空器飞行事故调查初步报告的情况通报》。在通报中，调查组排除了如机组资质问题，检修时限，故障保留，申报为危险品的货物，航路沿途导航和监视设备，危险天气，空管指挥失误等可能导致MU5735航班坠毁的原因，并表示将依据相关程序继续深入开展残骸识别、分类及检查、飞行数据分析、必要的实验验证等调查工作。通报表示机上两部记录器严重受损，目前仍在进行数据修复及分析工作。
2023年3月20日，在事故发生一周年之际，中国民航局发布了《关于“3·21”东航MU5735航空器飞行事故调查进展情况的通报》。在通报中表明由于事故非常复杂、极为罕见，对其的调查还在持续深入进行中。后续，技术调查组将继续开展原因分析及实验验证等工作。
2024年3月20日，民航局发布《关于“3·21”东航MU5735航空器飞行事故调查进展情况的通报》。民航局表示事发航班飞行机组及客舱机组持有效执照、证件，飞行、执勤、休息时间满足规定，当日飞行前健康体检合格，机组资质及配置符合要求；事发飞机适航证件有效，相关维修人员资质符合要求；起飞前未发现飞机系统、机身结构、发动机等存在故障或异常情况；起飞机场当日相关作业保障人员资质符合要求。
2025年3月21日，事故发生三周年之际，中国民航局未按《国际民用航空公约》附件13《航空器事故和事故征候调查》和交通运输部《民用航空器事件调查规定》发布年度调查进度报告或最终调查报告。

2025年6月26日前后，中国民航局综合司2025年5月19日《中国民用航空局政府信息公开申请答复书》在社交媒体中流出。该文书中此事故调查进展情况通报的信息公开请求回应称，根据《政府信息公开条例》,“公开后可能危及国家安全、社会稳定”，故决定不予公开。

### 美媒报道
2022年5月17日，《华尔街日报》援引知悉美方初步调查结果的人士独家报道称，美国官员基于飞行数据记录仪对事故原因作出的初步评估显示，驾驶舱内有人输入了导致飞机致命性俯冲的指令，可能是機師問題或有人闖入駕駛艙。ABC新聞同样引用美国官员报道称，由于飞机襟翼未伸出，起落架未放下，飞行姿势与地面垂直，因此他们认为飞机可能为人为操纵坠毁。美国國家運輸安全委員會和美国波音公司拒绝对此置评。该《华尔街日报》报道截图18日在中国社交媒体新浪微博和微信上被审查以阻止传播，包括#中国东方航空##中国东方航空黑匣子#搜索结果被删除。
报道亦披露，中國東方航空在发给《华尔街日报》的声明中回应其有關說法，称目前不能確定涉事客機存在任何問題，機師的健康、家庭及財務狀況良好，且墜機前客機沒有發送緊急信號，駕駛艙或遭入侵的說法不可信。东航亦指出，“任何非正式的猜測都可能干擾事故調查”。美国國家運輸安全委員會参与事故调查人员向中国民用航空局表示，未向任何媒体发布有关调查信息。

## 各方反应

### 中华人民共和国

#### 中央及地方政府
中共中央总书记、国家主席、中央军委主席習近平在事故发生后要求立即启动应急机制，全力组织搜救，妥善处置善后。
國務院總理李克强要求全力以赴搜寻幸存者，尽一切可能救治伤员，妥善处理善后事宜，做好遇难者家属安抚和服务。并及时准确发布信息，查明事故原因，以加强民航安全管理。国务院委派领导协调处理，尽快查明事故原因，加强民用航空领域安全隐患排查，确保人民生命安全。
国务院副总理刘鹤和国务委员兼国家减灾委员会主任王勇于3月21日晚率有关部门负责人赶赴广西梧州，指导东航客机坠毁事故现场救援、善后处置及事故原因调查工作。
中共广西壮族自治区党委书记刘宁及党委副书记兼自治区政府主席蓝天立在事故发生后随即前往救援现场并作出指示。梧州市党政领导已先期抵达事故现场，参与指导救援工作。
3月28日下午，中共中央政治局召开会议，研究近期有关工作。会议开始时，经主持会议的中共中央总书记习近平提议，出席会议的中共中央政治局委员等全体起立，向“3·21”东航MU5735航空器飞行事故遇难同胞默哀。。
3月31日，中共中央总书记习近平主持召开中共中央政治局常务委员会会议，听取东航航空器飞行事故应急处置情况的汇报，就做好下一步工作作出部署。

#### 中国民用航空局
2022年3月21日16时34分，中国民用航空局在官网发布公告确认东方航空5735号航班于梧州上空失联和坠毁，并宣布已启动应急机制，派出工作组赶赴现场，并于当晚抵达梧州后，迅速开展工作，指导协助当地现场救援、善后处置等。該局同时下发通知，对全行业加强当前航空安全工作提出了多项具体要求。
3月22日，该局下发通知，要求立即开展为期2周的行业安全大检查。
4月6日，民航局星期三召開全國民航航空安全視像會議，局長馮正霖指出，要深刻反思此次事故，在查明事故原因的基礎上認真總結經驗教訓，全面加強安全工作，風險監測，必須確保航空運行絕對安全。

#### 中国东方航空
2022年3月21日17时31分，中国东方航空在新浪微博和bilibili等平台发文确认该飞机失事。随后，东方航空启动应急机制，派出多个专项工作小组于同日18时起飞赶往事发地点，并开通家属应急援助专线。东方航空同日在上海证券交易所发布公告，表示将积极配合相关调查，对本次飞机失事中遇难的旅客和机组人员表示沉痛的哀悼。
事故发生后，东方航空将官方网站页面改为黑白色调。
3月22日晚，东方航空表示已在24小时内与全部旅客的家属取得联系，并开展家属援助工作。
东方航空内部消息指，其将于3月22日停飞旗下所有波音737-800型客机。澎湃新闻报道称，东航在3月22日要求增加驾驶舱的安全冗余，包括必须由教员带队，实现双资深机长加资深副驾驶，或机长教员+教员+第一副驾驶的三人制机组；而在长航线航班上，东航要求责任机长起落时必须在座，巡航机长不得和副驾驶同时在座。就此，东方航空于23日表示，东航正全面开展安全隐患大排查，停飞并不代表波音737-800必然存在安全隐患，东航航班亦不会因有关停飞而受到影响。

#### 广州白云国际机场
广州白云机场成立专项工作组，并在1号航站楼设立臨時家属接待区。考虑到家属隐私，白云机场在接待区与候机室其他区域间摆放了30张写着“白云T1应急”的警盾，且严禁除家属、航站楼工作人员、心理医生以外的记者及闲人进入（记者在21时后获准进入）。

#### 銀保監會和保險公司
事故發生隔天，中國银保监会开始部署並成立工作专班统筹指导保险理赔服务相关工作。截至3月29日，11家保险公司向东航空难死者家属赔款1485万元人民币。东方航空公司也已获预付保险赔款1.16亿元人民幣。

#### 社交平台
事故发生后，多国在华社交媒体做出回应：俄罗斯驻华大使馆、塞尔维亚驻华大使馆、阿根廷驻华大使馆官方抖音号将头像改为黑白；阿根廷驻华大使馆还在抖音账号上发表视频哀悼遇难者。

#### 其他方面
自空难发生后，多个卫视或网络综艺宣布暂停当周节目播出。东方卫视在3月22日、3月27日将各档新闻节目背景包装调整为黑白背景（与2020年清明中华人民共和国全国性哀悼活动的做法基本一致，但台标、片头颜色未调整，且照常播出商业广告）。此外，體育及藝術方面有相關紀念活動。

### 美国
当事客机由美国波音公司于2015年制造。美国是当事航空器制造国。依照1944年《国际民用航空公约》，航空器制造国政府将派遣代表协助事故发生地政府调查。

#### 美国驻华大使馆
美国驻华大使馆临时代办米德伟“获悉中国东方航空MU5735航班于3月21日失事的消息，我深感悲痛。美国驻华使团全体人员向受此坠机事件影响的人们表达最深切的哀悼和慰问。我们已准备好协助调查工作，并向坠机现场的应急救援人员致以敬意。在这一非常困难的时刻，请接受我们诚挚的同情与慰问。”

#### 美国联邦航空管理局
美国东部时间（UTC-5）3月21日7时56分，美国联邦航空管理局在一份声明中表示，该局获悉有关中国东方航空公司一架波音737-800飞机今天早上在中国坠毁的报道；该机构准备在接到请求时协助调查工作。

#### 美国国家运输安全委员会
美国东部时间（UTC-5）3月21日8时55分，美国国家运输安全委员会（NTSB）表示其正在密切关注在中国梧州市发生的波音737-800坠机事件。15时左右，美国国家运输安全委员会已任命一名高级航空安全调查员作为美国授权代表，负责参与调查事故，波音、CFM国际和美国联邦航空管理局的代表将担任技术顾问。美国国家运输安全委员会表示，中国民用航空局将牵头调查，有关调查的所有问题都应直接向中国民用航空局提出。运输部长皮特·布蒂吉格3月23日表示，中国已邀请美国国家运输安全委员会参与调查。3月29日，美国国家运输安全委员会（NTSB）表示中國政府已經對調查人員發放簽證，將很快啟程前往中國協助調查此次空難。4月2日，NTSB派出的7人工作小組抵達中國，正式參與東方航空客機墜毀事故的調查。 4月6日，美国国家运输安全委员会表示，兩個黑盒正在華盛頓由政府實驗室的美方專家分析，並協助下載有關數據。

#### 波音公司
事故当天，波音中国有关负责人表示，波音方面已经看到了相关报道，正在收集更多信息。波音中国官网已改为黑白页面。
3月22日01时27分，波音在其各个社交平台上表示，悼念MU5735航班的每一位乘客和机组成员，正与东航开展合作以提供支持。并且波音正与美国国家运输安全委员会保持联系，技术专家也为协助中国民用航空局开展调查做好了准备。

## 影響
- 此事件是继2010年8月24日河南航空8387号班机空难发生11年7个月后，中国民航发生的再一起空难。此事故终结了中国大陆民航业4,227天、超过1亿小时的持续安全飞行纪录[171]，该纪录也是目前中国民航和世界民航历史上的最好纪录[172]。
- 坠机消息传出后，中國東方航空的港股在当日約15時47分直線下跌，幾分鐘内一度跌逾8%，截至16时收盤，股價跌6.46%，收港幣2.75元[173]。同日，東航美股盤前暴跌13.29%，波音美股盤前跌超6%。

### 客機安全性疑虑
事故發生翌日，中国东方航空宣布暫停旗下所有波音737-800的飛行任務工作，直至另行通知。印度民航总局同日亦宣布将加强监控波音737-800系列飞机。
空难发生后，尽管一些航空專家、新聞媒體和航空博主指出，涉事飛機所屬的737新世代系列自1997年交付以來有出色安全記錄，佔全球機隊17%的737-800也是世界上最安全的机型之一，與造成多場空難並一度被全球禁飛的波音737 MAX客機形成鮮明對比，但由于波音737新世代系列曾在2013年被評估認爲可能存在水平尾翼缺陷，加之民眾難以分辨相關專業信息以及一年前的三佛齊航空182號班機空難（機型為波音737-500，與東航5735號班機墜毀姿勢基本接近）的陰影仍未散去，因而对飛行安全有所質疑和担忧。同年4月3日，馬來西亞國際航空一架波音737-800（9M-MLS）從吉隆坡起飛後因“技术问题”導致骤然急降并返航，也令公众联想到本起空难。
东方航空于3月23日在新闻发布会上表示，停飞并不代表波音737-800必然存在安全隐患，而是突發重大事故後的應急反應，確保其他同類飛機的安全，呼吁以官方调查组的结论为准。
2022年4月17日，东航开始逐步恢复旗下波音737-800客机的商业运营。首趟复飞航班MU5843从昆明飞往成都，满员搭载170名乘客。失事飞机相邻批次的客机仍在深入开展维修检测和评估工作。

## 相关事件及争议

### 社交媒体的虚假信息与炒作
事故发生后，中国社交媒体出现虚假信息与营销炒作。事故消息传出后的2小时内，中国大陆网络上出现约20名自称是临时取消或改签涉事航班而幸免于难的旅客，但《上游新闻》称经多方查证，只能证实2人，其他均为假冒或无法证实。另有公司借助事故，通过微信朋友圈发布了含有事件元素的房地产宣传广告，事后该公司后被被立案调查处理。数码产品测评类大V“小白测评”在其微信公众号发表题为“突发！东航一架载132人客机坠毁|天玑8100/150W快充GTNeo3带你提前看”的文章，事后该用户微博被禁言，公众号也无法在微信平台搜索到。中共中央网信办亦指导多家网络平台处理社交网络的虚假信息。

### 遇难乘客家属遭遇网络暴力
客机坠毁两天后的3月23日晚间，一名遇难者的家属在抖音发布了怀念亲人的视频，该视频发布后成为热门推荐。绝大多数网友表达了对空难的悲痛之情、对遇难者的惋惜和对家属的支持；但个别网友对家属进行持续攻击，质疑其发布动机，质问其是否在抖音“守孝”。该家属迫于无奈，于24日发布“致歉信”，表示不愿意蹭“热度”及占用公共资源悼念亲属，并表示此类攻击对他们造成了严重心理伤害，也害怕个人隐私曝光，再遭攻击。抖音方面发布公告称，已对受害者家属采取保护措施，包括电话外呼、安全提醒等手段，提醒用户使用产品功能屏蔽网暴、骚扰信息，保护用户的人身安全；同时已处理下架违规评论，并对部分账号采取无限期封禁处罚。
另一名遇难者家属表示，他接受媒体采访，讲述了他们家的故事；没想到在该报道刊发后，他却遭到网友质疑“不够悲伤”。该家属表示自己的心情大受影响，心理遭到巨大伤害，可能影响家庭关系。

## 两岸及国际反应

### 两岸四地

#### 台湾
- 總統府：發言人張惇涵轉達總統蔡英文的關懷及慰問。張惇涵表示，大陸委員會及相關單位將密切掌握情況發展，蔡英文除向不幸罹難之旅客及家屬表達哀悼之意，也期盼搜救工作能夠順利進行[195]。
- 中國國民黨：中國國民黨21日在脸书发布帖文，表示希望救援行動一切順利，並向罹難者及其家屬表達哀悼與慰問[196]。」

#### 香港
- 新民黨：新民黨主席葉劉淑儀21日在脸书发帖文表示在得知消息後「感到十分震驚及難過，在此向所有遇難同胞致以沉痛哀悼，並向其家屬致以深切慰問。」

### 国际
- 巴基斯坦：巴基斯坦總理伊姆蘭·汗21日在推特上發文表示，對中國客機失事中悲劇性的生命損失深感悲痛，并表示「我們分擔中國兄弟姐妹的悲痛，向遇難者家屬表示最深切的哀悼和同情[197]。」
- 英国：英国首相21日在推特上發文表示，他得知了中国东方航空公司MU5735航班发生事故的消息，并表示他的心与所有陷入这场悲剧的人的家人同在，和正在执行任务的救援人员同在[198]。
- 俄羅斯：俄罗斯总统普京就21日发生的东航空难向中国国家领导人习近平表示慰问，并表达俄方对在这场悲剧中失去亲友的人们的悲痛感同身受，普京就昆明至广州航班乘客和机组人员遇难一事，向习近平致以诚挚的慰问[199]。
- 印度：印度總理纳伦德拉·莫迪在推特上發文稱，對載有132名乘客的MU5735客機在中國廣西墜毀一事深感震驚與悲痛。莫迪表示：「我們的思念和祈禱與遇難者及其家屬同在[200]。」
- 伊朗：伊朗外交部發言人賽義德·哈提卜扎德週一發表聲明，就東航客機墜毀事件向中國政府和人民表示哀悼[201]。
- 国际航空运输协会：国际航空运输协会（IATA）就东航MU5735航班坠机一事感到震惊和悲痛，并表示“与机上乘客及机组人员的家人和爱人同在”。[202]

### 专题报道
- 新华网专题——“3·21”东航MU5735航空器飞行事故
- 百度跟进——东航客机事故 （页面存档备份，存于）